# Prosopography of the Later Roman Empire
Prosopography of the Later Roman Empire – słownik prozopograficzny osób epoki późnego cesarstwa rzymskiego. Obejmuje ludzi żyjących w świecie rzymskim od 260 roku (początek samodzielnych rządów Galiena) aż do 641 roku (śmierć Herakliusza). Redaktorami tej pracy zbiorowej byli kolejno: Arnold Hugh Martin Jones, John Robert Martindale i John Morris.
- The prosopography of the Later Roman Empire. T. 1 (260-395). Cambridge: 1971, s. 1176. ISBN 0-521-07233-6.
- The prosopography of the Later Roman Empire. T. 2 (395-527). Cambridge: 1980, s. 1355. ISBN 0-521-20159-4.
- The prosopography of the Later Roman Empire. T. 3 (527-641) vol. 1: Abandanes – ʿIyād ibn Ghanm; vol. 2: Kâlâdji – Zudius. Cambridge: 1992, s. 1626. ISBN 0-521-20160-8.